# Piotr (imię)
Piotrⓘ – imię męskie pochodzenia grecko-łacińskiego. Wywodzi się od przydomku apostoła Szymona, nadanego mu przez Jezusa Chrystusa: gr. Πέτρος (petros) – „kamień, głaz”, przejęte jako łac. Petrus i do polskiego bezpośrednio z łaciny. W Nowym Testamencie wymieniane w wersetach Mt 16,18 i J 1,42. Jest to jedno z najwcześniej notowanych w Polsce imion, po raz pierwszy zapisane w 1136 roku, w Bulli gnieźnieńskiej.
Według statystyk z 2024 roku było to drugie co do popularności imię w Polsce (po Annie), a pierwsze wśród imion męskich, noszone przez 689 313 osób (są w Polsce także osoby o żeńskim imieniu Piotra). Wśród imion nadawanych nowo narodzonym dzieciom w 2023 roku Piotr zajmował 28. miejsce spośród imion męskich.
Było notowane w dawnej Polsce w formach: Piotr, Pioter (do czasów współczesnych na Kaszubach), Piotyr, Pieter, Pietyr i ze zdrobnieniami: Piotrach, Piotrak, Piotral, Piotran, Piotrania (rodz. męski), Piotrań, Piotrasz, Piotraszec, Piotraszek, Piotraszko, Piotrek, Piotrk, Piotrko, Piotro, Piotrosz, Piotruchno, Piotrul, Piotrun, Piotrusz, Piotruszek, Piotruszka (rodz. męski), Piotruszko, Piotryk/a (rodz. męski), Piotrzec, Piotrzech, Piotrzej, Piotrzek, Piotrzę, Piotrzyk, Piotrzyka (rodz. męski); z niemieckim przyrostkiem Piotrman; Piotyra (rodz. męski), Pieterka (rodz. męski), Pietrach, Pietrak, Pietran, Pietrań, Pietrasz, Pietraszek, Pietraszko, Pietrek, Pietrel, Pietresz, Pietrko, Pietroń, Pietrosz, Pietruka, Pietrul, Pietrusz, Pietruszek, Pietruszka (rodz. męski; por. Pietruszka – balet Strawińskiego), Pietruszko, Pietryga, Pietrzanko, Pietrzec, Pietrzech, Pietrzej, Pietrzek, Pietrzel, Pietrzesz, Pietrzę, Pietrzych, Pietrzyczka, Pietrzyk, Pietrzyka (rodz. męski); Pietryło (wschodniosłowiańskie); Piotuch, Piet, Pieta (rodz. męski), Pietka, Pietuch, Pietucha (rodz. męski), Pietusz, Pioch, Piocha (rodz. męski), Piochal, Piochno, Piech, Piechel, Piechnik, Piechno, Piecho, Piechota (rodz. męski), Piechura (rodz. męski), Piechurka (rodz. męski), Piec(z), Piec(z)a (rodz. męski), Piec(z)ak, Piec(z)ek, Piec(z)zk, Piec(z)ka, Piec(z)ko, Piec(z)o, Piec(z)ych, Piec(z)yk, Piec(z)ysz, Piesz, Pieszak, Pieszczk, Pieszek, P(i)eszel, P(i)esz(e)lin, Pieszk, Pieszka (rodz. męski), Pieszko, Pieszo, Pieszyca, Pieszyk, P(i)eszyl, Pac(z)oł, Pac(z)oła.
Polska forma Piotr z „o” zamiast „e” jest regularną zmianą spowodowaną przez tzw. przegłos lechicki (por. też np. kościół z łac. castel).
W Martyrologium Rzymskim jest czterdziestu sześciu świętych o tym imieniu, a w szerszych repertoriach niemal stu pięćdziesięciu.

## Brzmienie w innych językach
- język angielski – Peter
- arab. ‏بطرس‎ (Butrus)
- język białoruski – Piotra (Пётра), Piatro (Пятро)
- język bułgarski – Petyr (Петър)
- język czeski – Petr
- język duński – Peter
- esperanto – Petro
- język estoński – Peeter
- język fiński – Pietari, Pekka, Petri, Petteri
- język francuski – Pierre
- Język gaelicki szkocki – Peadar albo (tak samo jak Patryk) Pàdraig
- dialekt gaskoński – Pey, Pèir
- gr. Πέτρος
- język hiszpański – Pedro
- Języki indoaryjskie – Pathar
- interlingua – Petro
- język islandzki – Pétur
- język irlandzki – Peadar
- język japoński – Piitaa (ピーター)[7]
- język kataloński – Pere
- język litewski – Petras
- łacina – Petrus
- język niderlandzki – Peter, Pieter, Piet
- język niemiecki – Peter, Petrus
- język norweski – Peter
- język ormiański – Petros, Bedros
- język portugalski – Pedro
- ros. Пётр (Piotr)
- język rumuński – Petru
- język serbochorwacki – Petar (Петар)
- język słowacki – Peter
- język szwedzki – Petter, Per
- etnolekt śląski – Pyjter, Piter
- język ukraiński – Petro (Петро)
- język węgierski – Péter
- język włoski – Pietro, Piero, Pier, Pierino

## Imieniny
Piotr imieniny obchodzi:
- 1 stycznia, w dzień wspomnienia św. Piotra z Atroi,
- 3 stycznia, w dzień wspomnienia św. Piotra Balsamosa-Apselamosa,
- 5 stycznia, w dzień wspomnienia bł. Piotra Bonillego,
- 9 stycznia, w dzień wspomnienia św. Piotra, biskupa Sebasty,
- 10 lub 14 stycznia, w dzień wspomnienia św. Piotra Orseolo,
- 12 stycznia, w dzień wspomnienia bł. Piotra Franciszka Jameta,
- 14 stycznia, w dzień wspomnienia bł. Piotra Dondersa,
- 15 stycznia, w dzień wspomnienia św. Piotra z Castelnau,
- 16 stycznia, w dzień wspomnienia św. Piotra, wspominanego razem ze śwśw. Berardem, Ottonem, Akkursjuszem i Adiutem[8],
- 28 stycznia, w dzień wspomnienia św. Piotra Nolasco,
- 30 stycznia, w dzień wspomnienia św. Piotra, cara Bułgarii,
- 1 lutego, w dzień wspomnienia św. Piotra Galaty, eremity,
- 2 lutego, w dzień wspomnienia bł. Piotra z Ruffii,
- 8 lutego, w dzień wspomnienia bł. Piotra Ogniowego,
- 14 lutego, w dzień wspomnienia św. Piotra II, biskupa Aleksandrii,
- 21 lutego, w dzień wspomnienia św. Piotra z Capitolitas, oraz – w dzień wspomnienia św. Piotra Damianiego (dawniej 23 lutego),
- 3 marca, w dzień wspomnienia bł. Piotra Ireneusza Rogue,
- 3 lub 10 marca, w dzień wspomnienia św. Piotra od św Jeremiasza de Geremia
- 4 marca, w dzień wspomnienia św. Piotra Pappacarbone,
- 12 marca, w dzień wspomnienia św. Piotra, wspominanego razem ze śwśw. Doroteuszem i Gorgoniuszem[9],
- 14 marca, w dzień wspomnienia św. Piotra, wspominanego razem ze św. Afrodyzjuszem (Afrodyzym)[10],
- 30 marca, w dzień wspomnienia św. Piotra Regalado,
- 14 lub 15 kwietnia, w dzień wspomnienia św. Piotra Gonzáleza,
- 25 kwietnia, w dzień wspomnienia św. Piotra od św. Józefa de Betancur,
- 27 kwietnia, w dzień wspomnienia bł. Piotra Armengola,
- 28 kwietnia, w dzień wspomnienia św. Piotra Chanel,
- 29 kwietnia, w dzień wspomnienia św. Piotra z Werony,
- 30 kwietnia, w dzień wspomnienia śwśw. Amatora, Piotra Mnicha i Ludwika z Kordoby[8],
- 3 maja, w dzień wspomnienia św. Piotra, biskupa Argos,
- 7 maja, w dzień wspomnienia św. Piotra, biskupa Pawii,
- 15 maja, w dzień wspomnienia św. Piotra z Lampsaku,
- 19 maja, w dzień wspomnienia bł. Piotra Wrighta[11],
- 21 maja, w dzień wspomnienia św. Piotra z Parenzo,
- 29 maja, w dzień wspomnienia bł. Piotra Petroniego,
- 2 czerwca, w dzień wspomnienia bł. Piotra Furtiana, towarzysza bł. Sadoka
- 7 czerwca, w dzień wspomnienia św. Piotra, wspominanego razem ze śwśw. Sabinianem, Habencjuszem, Jeremiaszem i in. towarzyszami,
- 12 czerwca, w dzień wspomnienia św. Piotra, pustelnika z Athosu,
- 17 czerwca, w dzień wspomnienia bł. Piotra Gambacorty,
- 29 czerwca, w dzień wspomnienia św. Piotra apostoła,
- 4 lipca, w dzień wspomnienia bł. Piotra Jerzego Frassatiego,
- 8 lipca, w dzień wspomnienia św. Piotra Eremity,
- 19 lipca, w dzień wspomnienia bł. Piotra z Foligno (Crisci), tercjarza
- 30 lipca, w dzień wspomnienia św. Piotra Chryzologa i św. Piotra z Mogliano,
- 1 sierpnia, w dzień wspomnienia bł. Piotra Favre,
- 3 sierpnia, w dzień wspomnienia św. Piotra I, biskupa Anagni,
- 30 sierpnia, w dzień wspomnienia św. Piotra, patrona Trevi,
- 9 września, w dzień wspomnienia św. Piotra Klawera i św. Piotra z Chavanon,
- 10 września, w dzień wspomnienia św. Piotra, biskupa Composteli,
- 11 września, w dzień wspomnienia św. Piotra, metropolity Nicei,
- 14 września, w dzień wspomnienia św. Piotra II, biskupa Tarentaise,
- 17 września, w dzień wspomnienia św. Piotra z Arbués,
- 23 września, w dzień wspomnienia św. Piotra, wspominanego ze św. Andrzejem, Janem i Antoninem,
- 9 października, w dzień wspomnienia św. Piotra Galaty, mnicha,
- 18 października, w dzień wspomnienia św. Piotra z Alkantary,
- 21 października, w dzień wspomnienia bł. Piotra Capucciego,
- 29 października, w dzień wspomnienia św. Piotra Jednookiego,
- 25 lub 26 listopada, w dzień wspomnienia św. Piotra I, biskupa Aleksandrii,
- 6 grudnia, w dzień wspomnienia św. Piotra Paschalisa,
- 9 grudnia, w dzień wspomnienia św. Piotra Fouriera,
- 21 grudnia, w dzień wspomnienia św. Piotra Kanizego,
- 25 grudnia, w dzień wspomnienia św. Piotra Czcigodnego.

## Władcy

### KrólowiePortugaliii cesarzeBrazylii
- Piotr I Sprawiedliwy, Piotr I Okrutny (1320–1367), król Portugalii od 1357
- Piotr II (1648–1706), król Portugalii od 1683
- Piotr III (1717–1786), król Portugalii od 1777
- Piotr I (1798–1834), cesarz Brazylii 1822–31, król Portugalii w 1826 (jako Piotr IV), regent Portugalii 1832–34
- Piotr V (1837–1861), król Portugalii od 1853
- Piotr II (1825–1891), cesarz Brazylii 1831–89

### CarowieRosji
- Piotr I Wielki (1672–1725), car Rosji od 1682, cesarz od 1721
- Piotr II Romanow (1715–1730), car Rosji od 1727
- Piotr III Romanow (1728–1762), cesarz Rosji w 1762

### KrólowieAragonii
- Piotr I (ok. 1068–1104), król Aragonii 1094–1104
- Piotr II Katolicki (ok. 1175–1213), król Aragonii od 1196
- Piotr III Wielki (1240–1285), król Aragonii od 1276 i Sycylii od 1282
- Piotr IV Ceremonialny (1319–1387), król Aragonii od 1336

### Pozostali władcy
- Piotr Orseolo (1011 – 1046 lub 30 sierpnia 1059), król Węgier w latach 1038–1041 i 1044–1046.
- Piotr I (?–1197), car Bułgarii 1196–97
- Piotr I Okrutny (1334–1369), król Kastylii od 1350
- Piotr II Petrowić-Niegosz (1813–1851), władyka Czarnogóry od 1830
- Piotr I Karadziordziewić (1844–1921), król Serbii 1903–1918, król SHS od 1918
- Piotr II Karadziordziewić (1923–1970), król Jugosławii 1934–45
- Pierre – członek monakijskiej rodziny królewskiej

## Święci i błogosławieni
- bł. Piotr z Castelnau
- bł. Piotr Dańkowski
- bł. Piotr Friedhofen
- bł. Piotr Jerzy Frassati
- bł. Piotr Igneo
- bł. Piotr Werhun
- bł. Piotr Bonifacy Żukowski

## Inne osoby

### Identyfikowane po imieniu
- Piotr Włostowic (ok. 1080–1153), możnowładca śląski, palatyn Bolesława Krzywoustego
- Piotr Lombard (ok. 1095–1159), teolog
- Piotr z Goniądza

### Identyfikowane po nazwisku
- Piotr Abelard – filozof i teolog, benedyktyn
- Piotr Adamczyk – aktor
- Pedro Almodóvar – hiszpański reżyser
- Piotr Andrukiewicz – polski zakonnik i dziennikarz
- Piotr Bajtlik – aktor
- Piotr Bałtroczyk – dziennikarz, satyryk
- Pierre Beaumarchais – Pierre-Augustin Caron de Beaumarchais – francuski dramaturg
- Piotr Beczała – śpiewak
- Peter Behrens – architekt, malarz
- Piotr Bikont – krytyk kulinarny
- Piotr Boratyński – kasztelan bełski i przemyski, sekretarz królewski, poseł na Sejm I RP
- Piotr Borkowski – polski informatyk
- Piotr Borowski – polski aktor
- Pierre Boulez – kompozytor, dyrygent
- Pierre Bouvier – kanadyjski wokalista zespołu Simple Plan
- Pierre Paul Broca – francuski lekarz
- Piotr Brożek – piłkarz
- Pieter Bruegel (starszy) – malarz
- Piotr Brzózka (ur. 1989) – polski kolarz górski
- Pierre Cardin – projektant mody
- Petr Čech – piłkarz czeski
- Pierre Corneille – francuski dramaturg
- Peter Crouch – piłkarz
- Pierre Curie – fizyk, mąż Marii Curie-Skłodowskiej
- Piotr Cyrwus – aktor
- Piotr Czajkowski – kompozytor rosyjski
- Pedro Damiano – portugalski aptekarz i szachista
- Pedro Delgado – hiszpański kolarz
- Piotr Diemiczew – sowiecki polityk
- Piotr Dębowski – dziennikarz sportowy
- Piotr Dudek – polski judoka
- Peter Gene Hernandez – amerykański piosenkarz
- Peter Gustav Lejeune Dirichlet – niemiecki matematyk
- Piotr Domaradzki – pisarz, dziennikarz
- Peter Carl Fabergé – szwajcarski jubiler
- Pierre de Fermat – matematyk francuski
- Piotr Fijas – polski skoczek narciarski
- Piotr Florek – wojewoda wielkopolski
- Peter Frenette – amerykański skoczek narciarski
- Piotr Fronczewski – aktor
- Peter Gabriel – muzyk
- Piotr Gacek – polski siatkarz
- Piotr Galiński – tancerz, choreograf
- Piotr Gembarowski – dziennikarz
- Per Gessle – szwedzki piosenkarz i kompozytor, członek Roxette
- Piotr Górny – polski raper
- Piotr Grajter – polski organista
- Piotr Gruszka – polski siatkarz
- Piotr Gąsowski – polski aktor
- Piotr Hajduk – kompozytor, aranżer, wokalista
- Piotr Olivier Janiak – dziennikarz
- Piotr Ikonowicz – polityk
- Piotr Jaroszewicz – generał i polityk, premier
- Piotr Kapica – fizyk rosyjski
- Piotr Kaszuba – ambasador RP w Republice Słowenii
- Piotr Kletowski – krytyk filmowy
- Piotr Kraśko – dziennikarz
- Piotr Krzywicki – prawnik, poseł na Sejm RP IV i V kadencji
- Piotr Kropotkin – anarchista, uczony, rewolucjonista
- Piotr Kupicha – muzyk, wokalista i gitarzysta zespołu Feel
- Piotr Kurkiewicz – polski judoka
- Pierre Larousse – francuski wydawca
- Piotr „Magik” Łuszcz – raper
- Piotr Machalica – aktor
- Piotr Makowski – polski trener siatkarski
- Piotr Małachowski – polski dyskobol
- Piotr Marcinak – dziennikarz
- Piotr Markiewicz – polski kajakarz
- Piotr Marzec – Liroy – muzyk
- Piotr Maślanka – muzyk
- Pietro Mascagni – kompozytor włoski
- Pietro Mennea – włoski lekkoatleta
- Pietro Metastasio – Pietro Antonio Domenico Trapassi – pisarz i poeta włoski
- Piotr Metz – dziennikarz radiowy
- Piotr Michałowski – malarz
- Piotr Michnikowski – rzeźbiarz
- Piotr Miciński – śpiewak operowy
- Piotr Misztal – przedsiębiorca, poseł na Sejm RP V kadencji
- Piet Mondrian – malarz
- Piotr Napierała – polski historyk
- Peter Norton – informatyk, inżynier
- Piotr Nowakowski – polski siatkarz
- Piotr Pręgowski – aktor
- Piotr Protasiewicz – polski żużlowiec
- Piotr Reiss – polski piłkarz
- Piotr „Roguc” Rogucki – muzyk, wokalista zespołu Coma
- Peter Paul Rubens – malarz flamandzki
- Piotr Rubik – kompozytor, instrumentalista
- Pete Sampras – amerykański tenisista
- Peter Schmeichel – duński piłkarz
- Peter Shilton – angielski piłkarz
- Piotr Skarga – jezuita, teolog, pisarz i kaznodzieja
- Piotr Skarga – aktor teatralny i filmowy
- Piotr Skrzynecki – jeden z twórców Piwnicy pod Baranami
- Petter Solberg – kierowca rajdowy
- Piotr Sommer – poeta, tłumacz
- Piotr Szarłacki – dziennikarz muzyczny
- Piotr Szulkin – reżyser, scenograf
- Piotr Szwedes – aktor
- Piotr Ściegienny – ksiądz, działacz niepodległościowy i przywódca chłopski
- Piotr Ślusarczyk – poseł na Sejm RP V kadencji
- Piotr Świderski – żużlowiec
- Piotr Świerczewski – piłkarz
- Piotr Tylicki – biskup, sekretarz królewski
- Piotr Waglewski – muzyk
- Piotr Waldo – reformator religijny
- Piotr Wiwczarek – lider zespołu Vader
- Piotr Włodarczyk – piłkarz
- Piotr Włostowic – możnowładca śląski, palatyn Bolesława Krzywoustego
- Peter Wohlleben – leśnik, pisarz
- Piotr Wysocki – działacz niepodległościowy
- Piotr Zbyszewski – judoka
- Piotr Żmigrodzki – polonista
- Peter Žonta – skoczek narciarski
- Piotr Żyżelewicz – perkusista
- Piotr Żyła – skoczek narciarski

## Toponimy pochodzące od imienia Piotr
- Pietrzyki
- Piotrkowice (ujednoznacznienie)
- Piotrków Trybunalski
- Piotrowice
- Sankt Petersburg
- Plac św. Piotra
- Saint-Pierre
- Saint-Pierre-dels-Forcats
- Saint-Père
- Saint-Père-en-Retz
- Saint-Père-sur-Loire
- Boisville-la-Saint-Père
- Dommartin-le-Saint-Père
- Fontenay-Saint-Père
- Le Champ-Saint-Père
- Mesnil-Saint-Père
- Mont-Saint-Père
- Port-Saint-Père
- Val-Saint-Père
- Saint-Pey-de-Castets
- Saint-Pey-d’Armens
- Saint-Pé-de-Léren
- Dampierre (Domnus Pierre[12])
- Dampierre-en-Burly
- Dampierre-en-Crot
- Dampierre-en-Graçay
- Dampierre-en-Yvelines
- Dampierre-et-Flée
- Dampierre-le-Château
- Dampierre-les-Bois
- Dampierre-lès-Conflans
- Dampierre-sous-Brou
- Dampierre-sur-Boutonne
- Dampierre-sur-le-Doubs
- Dampierre-sur-Moivre
- Dampierre-sur-Salon
- Gargilesse-Dampierre
- Le Vieil-Dampierre
- Dompierre (Domnus Pierre)[12]
- Dompierre-aux-Bois
- Dompierre-Becquincourt
- Dompierre-du-Chemin
- Dompierre-en-Morvan
- Dompierre-les-Ormes
- Dompierre-les-Tilleuls
- Dompierre-sur-Besbre
- Dompierre-sur-Chalaronne
- Dompierre-sur-Charente
- Dompierre-sur-Helpe
- Dompierre-sur-Héry
- Dompierre-sur-Mont
- Dompierre-sur-Mer
- Dompierre-sur-Nièvre
- Dompierre-sur-Yon